# Giōrgos Kastrinakīs
Giōrgos Kastrinakīs, conosciuto anche come George Kastrinakis (in greco Γιώργος Καστρινάκης?; Framingham, 9 giugno 1950), è un ex cestista statunitense naturalizzato greco.

## Carriera
Con la Grecia ha disputato quattro edizioni dei Campionati europei (1973, 1975, 1979, 1981).

## Palmarès
- Campionato greco: 2

Olympiakos: 1975-76, 1977-78
- Coppa di Grecia: 4

Olympiakos: 1976, 1977, 1978, 1980